# Kamienica Szołayskich w Krakowie
Kamienica Szołayskich – zabytkowa kamienica znajdująca się w Krakowie, w dzielnicy I Stare Miasto przy placu Szczepańskim 9, na rogu z ulicą Szczepańską 11, na Starym Mieście.
Została wybudowana w latach 1815–1818 dla T. i W. Marciszewskich. Wykorzystano mury średniowiecznej kamienicy, wznosząc nową część na terenie dawnego cmentarza przy kościele św. Szczepana. Fasadę zwrócono w kierunku placu. W latach 1849–1856 w kamienicy mieściła się redakcja i drukarnia „Czasu”. W połowie XIX w. mieszkał w niej M. Wiszniewski, od 1902 r. była w posiadaniu Włodzimiery i Adama Szołayskich. W roku 1904 została podarowana gminie Kraków na siedzibę muzeum, przekazana faktycznie w roku 1928. Od 1934 roku mieścił się w kamienicy Oddział im. Feliksa „Mangghi” Jasieńskiego, po wojnie znajdowała się w niej galeria sztuki średniowiecznej. W roku 1955 ujednolicono kompozycję parteru od strony placu Szczepańskiego według projektu F. Chrisa.

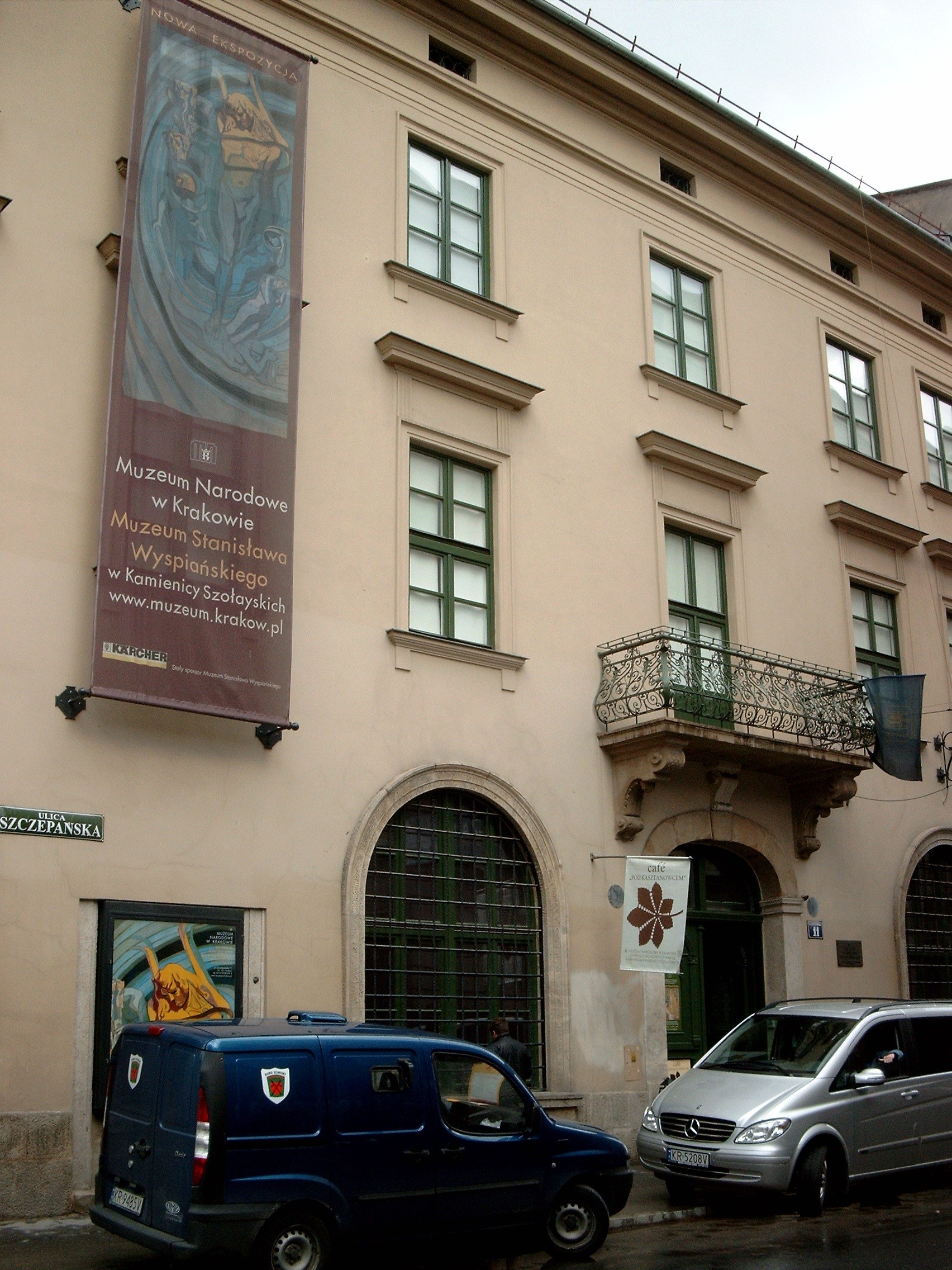
Kamienica Szołayskich, ul. Szczepańska 11

W 2003 roku, po remoncie, kamienicę przeznaczono na siedzibę istniejącego od 1983 roku muzeum Stanisława Wyspiańskiego, które do 2002 roku mieściło się przy ul. Kanoniczej 9. Stałe ekspozycje muzeum poświęcone są Stanisławowi Wyspiańskiemu oraz Feliksowi Jasieńskiemu. Przestrzeń ekspozycyjną stanowi ciąg sal o układzie amfiladowym, na dwóch piętrach połączonych drewnianą klatką schodową. Ściany niektórych pomieszczeń obu kondygnacji zdobi odkryta i zrekonstruowana polichromia z różnych epok.
Od 2012 roku, po kolejnym remoncie, mieści się tu oddział Muzeum Narodowego „Kamienica Szołayskich im. Feliksa Jasieńskiego”. Znajdują się tu ekspozycje stałe i czasowe, odbywają się wykłady, koncerty i spektakle teatralne oraz zajęcia plastyczne dla młodzieży. Na parterze znajduje się centrum informacji, sklep i kawiarnia. 
W pierwszą rocznicę śmierci Wisławy Szymborskiej, 1 lutego 2013 roku, w Kamienicy Szołayskich otwarto wystawę „Szuflada Szymborskiej”. W kilku pomieszczeniach zaprezentowano zbiory poetki – przedmioty z jej mieszkania, wyklejanki, bibeloty, książki, fotografie oraz komodę i kanapę.
5 kwietnia 1968 kamienica została wpisana do rejestru zabytków. Znajduje się także w gminnej ewidencji zabytków.